# Saaldorf-Surheim
Saaldorf-Surheim is een gemeente in de Duitse deelstaat Beieren, en maakt deel uit van het Landkreis Berchtesgadener Land. De oostelijke gemeentegrens is de bedding van de Salzach welke rivier in dat deel van zijn loop tevens de Duits-Oostenrijkse staatsgrens vormt. 
Saaldorf-Surheim telt 5.554 inwoners.
Ainring ·
Anger ·
Bad Reichenhall ·
Bayerisch Gmain ·
Berchtesgaden ·
Bischofswiesen ·
Freilassing ·
Laufen ·
Marktschellenberg ·
Piding ·
Ramsau b.Berchtesgaden ·
Saaldorf-Surheim ·
Schneizlreuth ·
Schönau a.Königssee ·
Teisendorf